# Château de Höchst
Le Château de Höchst était la résidence des officiers de l'archevêque de Mayence, dans l'ancienne ville Höchst-sur-le-Main, aujourd'hui devenue un quartier (Stadtteil) de Francfort-sur-le-Main. Il se compose de l’ancien château (Altes Schloß), construit entre le XIVe et XVIe siècles et du nouveau (Neues Schloß), bâti à la fin du XVIe siècle. Tous deux sont aujourd'hui propriété de la Fondation allemande pour la protection des monuments. Depuis 1957, le château de Höchst est le point central d'un festival du début de l'été, la Höchster Schloßfest.

## Le vieux château
« IR BURGER ICH WARNE YCH ALLE SO IR HORET MYN SCHALLE »
— KELLERHEN VON HYNGE, Inscription sur la cloche

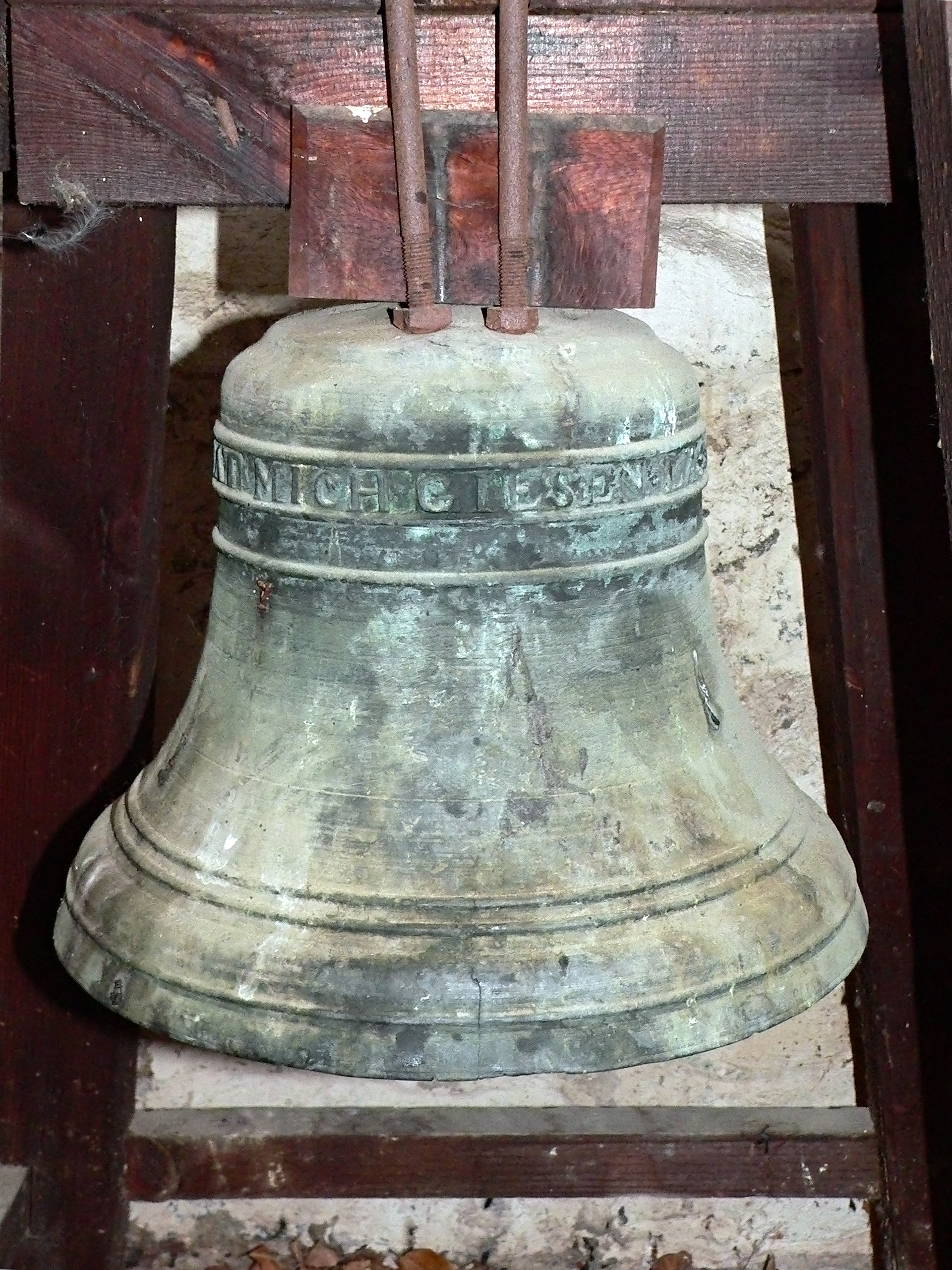

Le dit Alte Schloß est à l'emplacement d'un château du XIVe siècle, de style gothique, qui récoltait les droits de douane. Seule la tour (Bergfried) de ce premier château est encore visible : elle a été coiffée d'un dôme baroque en 1681, ce qui assure l'unité de style de l'ensemble des bâtiments. Dans la lanterne du dôme, se tenait la cloche du tocsin de la ville depuis 1475 ; la dite cloche se trouve désormais dans une niche dans la muraille du château.
Après la fin du Conflit ecclésiastique de Mayence (1461–1463) et la conclusion de la Paix de Zeilsheim en octobre 1463, l'archevêque de Mayence déchu, Thierry d'Isembourg est doté d'un petit comté, avec les villes de Höchst, Steinheim et Dieburg : il s'installe dans le château de Höchst.
Le reste du château est construit en 1586 dans le style Renaissance. Le palais et les principaux bâtiments sont incendiés pendant la Guerre de Trente Ans par les troupes de Bernard de Saxe-Weimar en janvier 1635. Selon une légende, un capitaine du Brunsvick de nom Zuckschwerdt aurait refusé de faire sauter le château. En tout cas, le château n'est pas reconstruit après la guerre et les pierres des ruines sont réutilisées en 1772 pour l'édification du Palais Bolongaro (de). Du bâtiment incendié ne demeure que la cave voûtée.

### Architecture
La porterie à l'Est est représentative du style renaissance : la façade est de deux styles différents, dorique au rez-de chaussée, et ionique à l'étage ; l'ornementation est très contrastée : or et couleur alternent dans les deux styles.

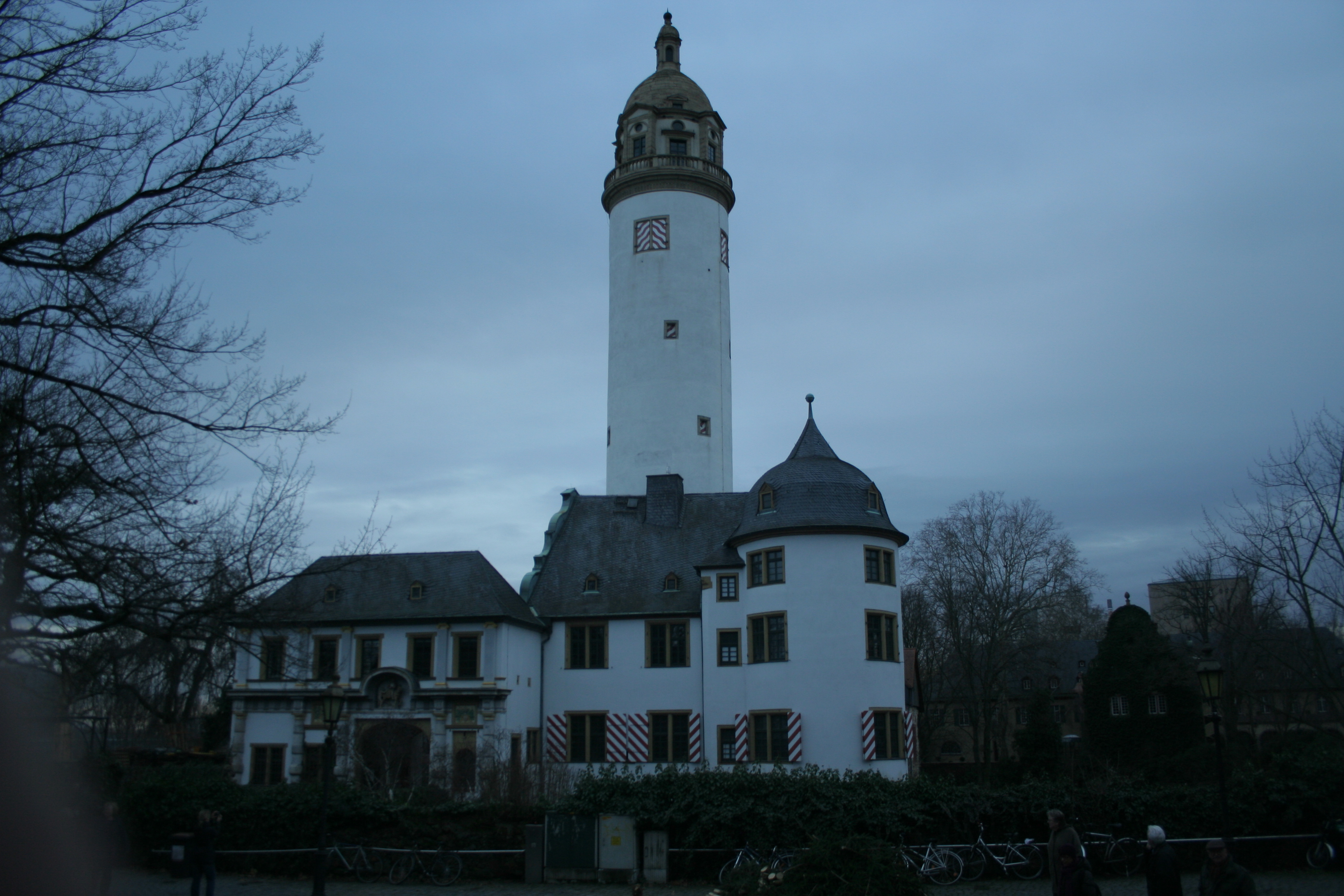
Le Alte Schloß ; on devine le Neue Schloß en arrière sur la droite
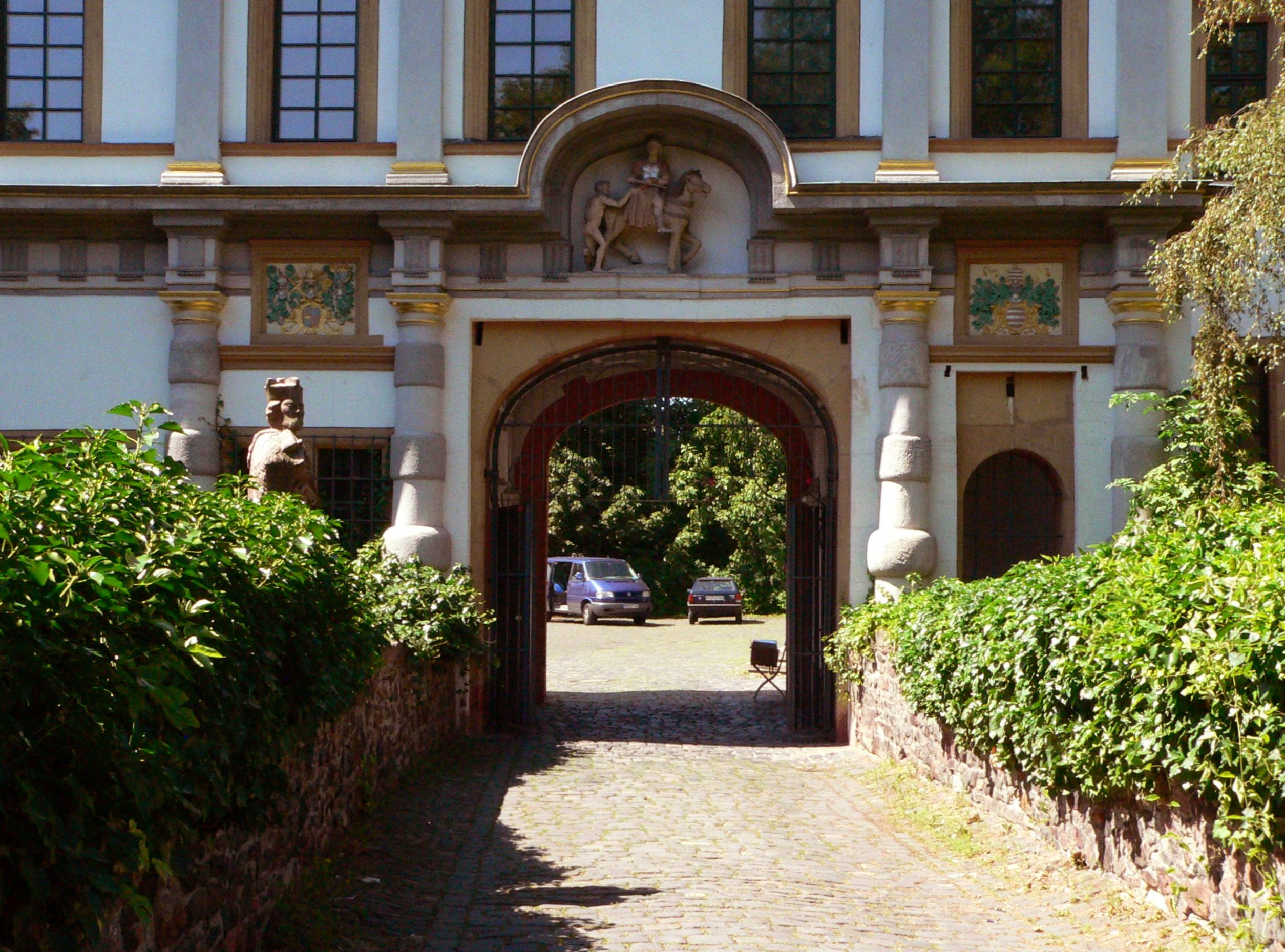
Porterie du château
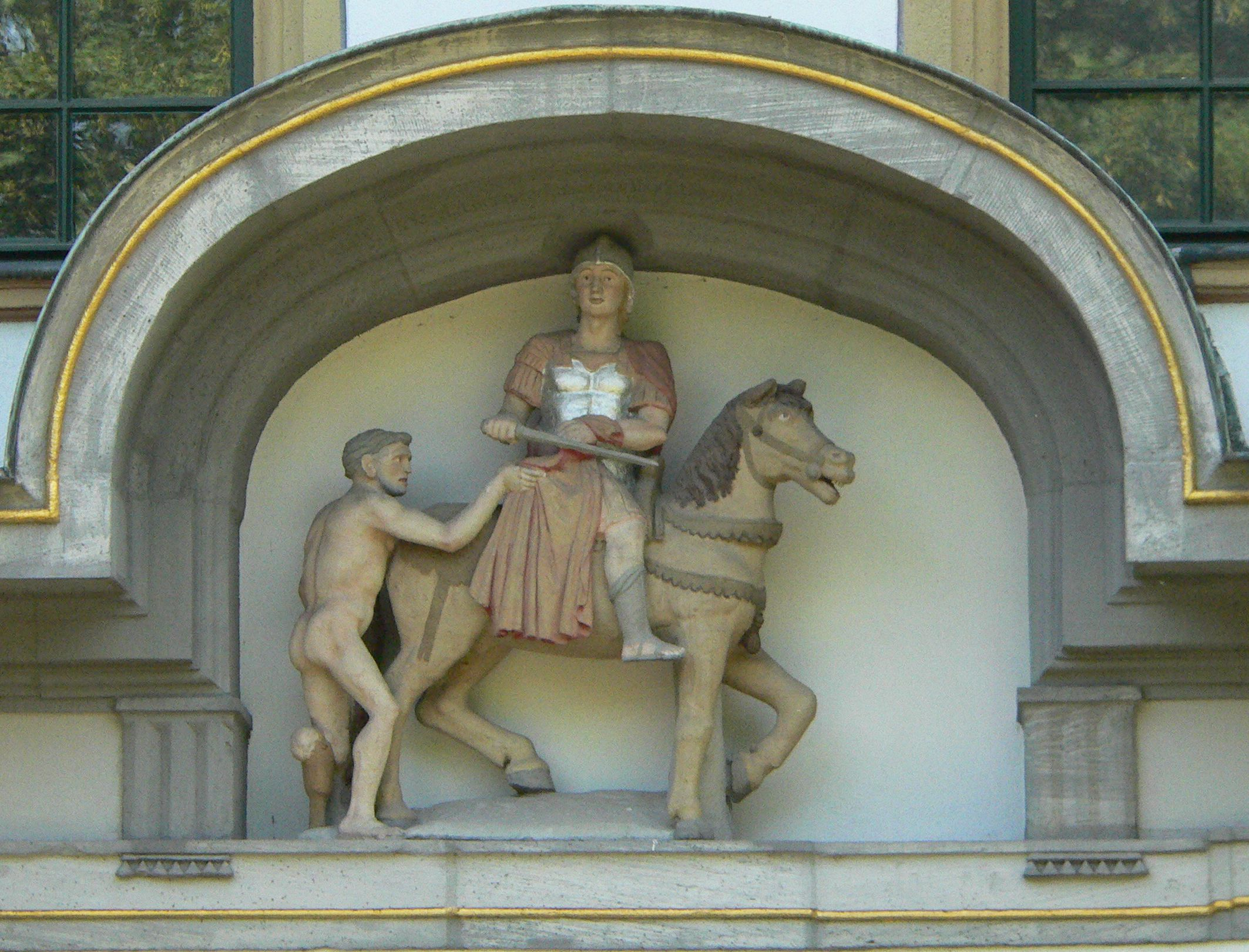
Détail au-dessus de la porte : Saint Martin partage son manteau
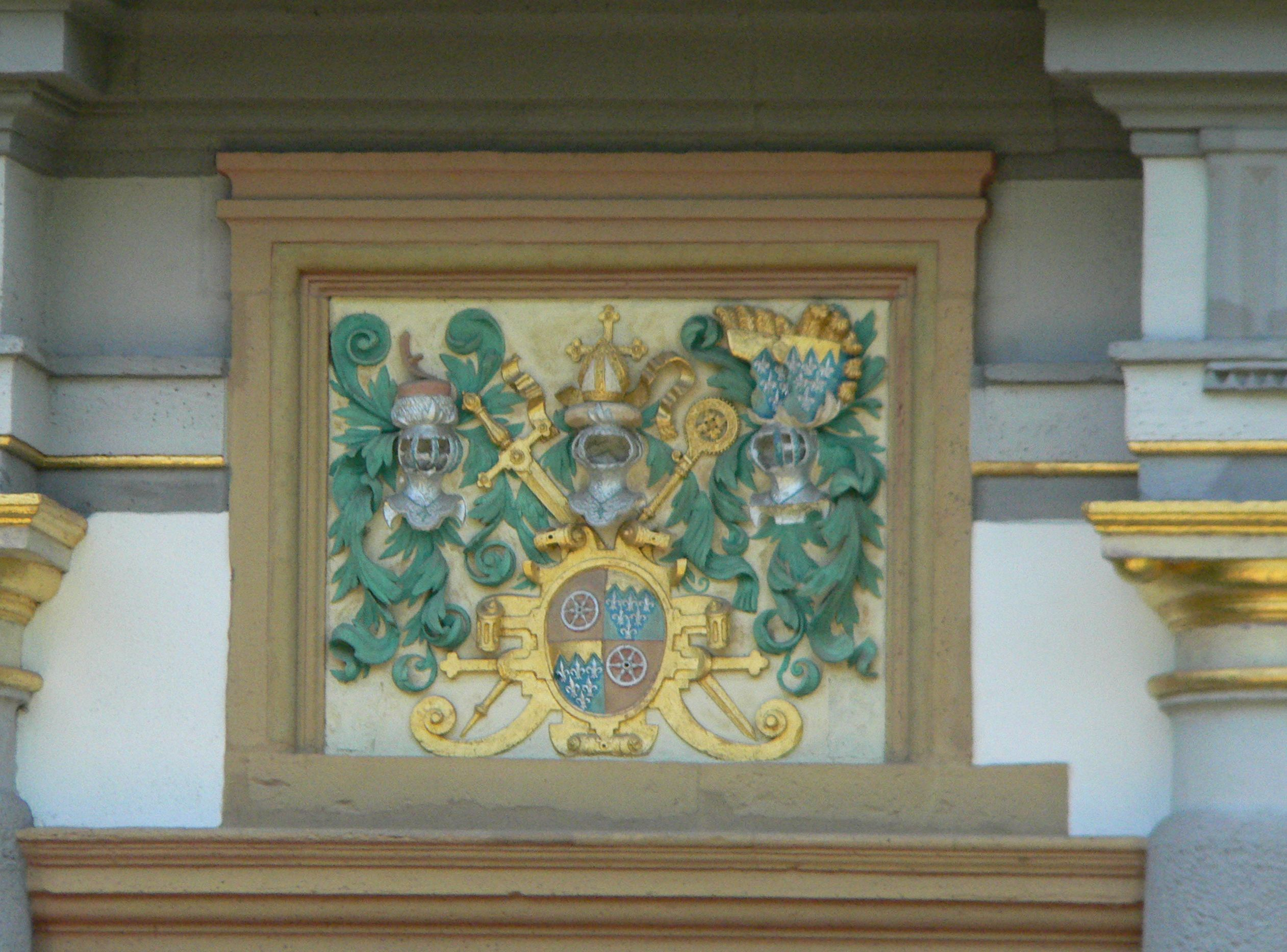
Armes de l'archevêque Wolfgang de Dalberg, à gauche de l'entrée
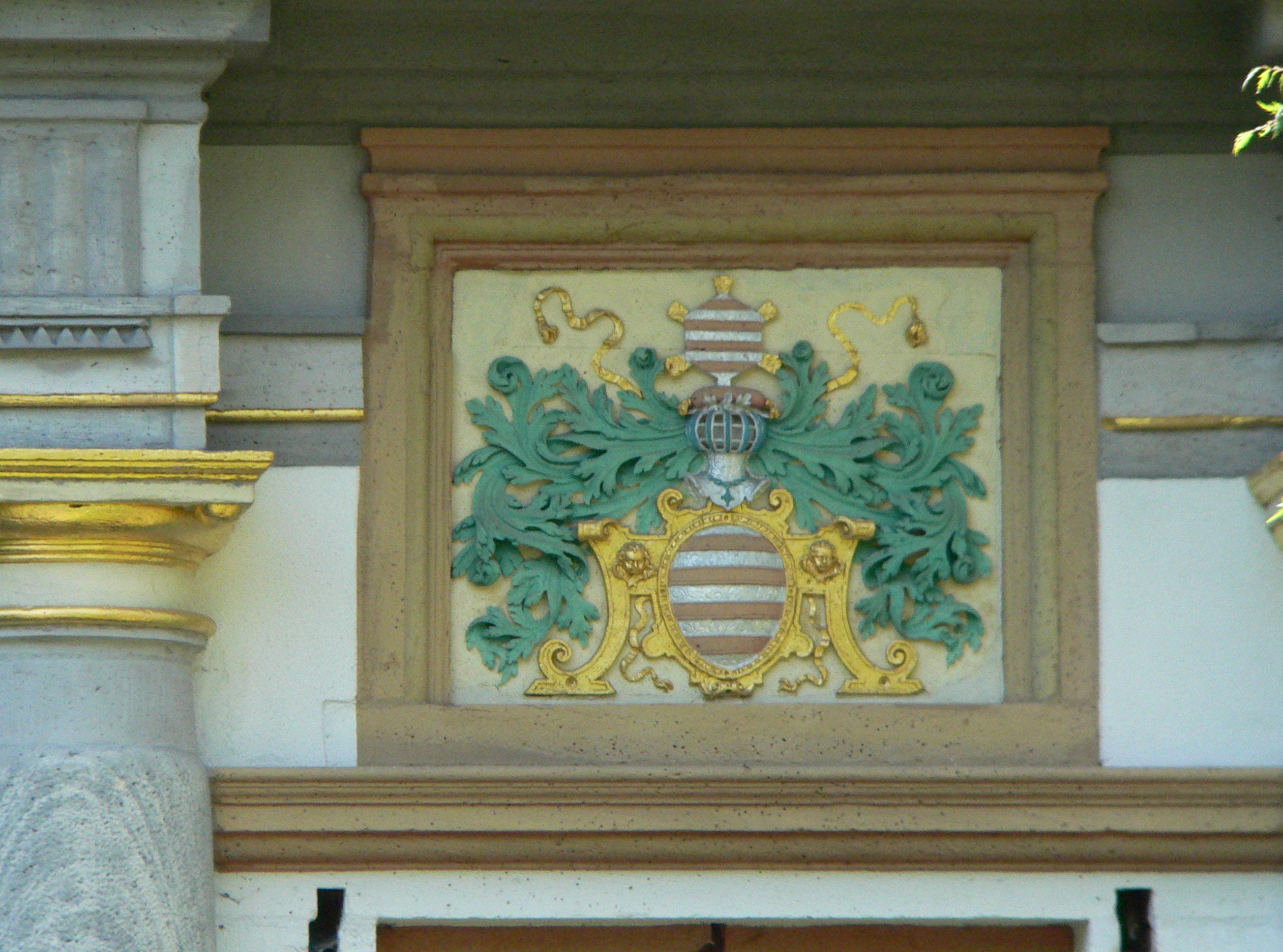
Armes du chapitre de la cathédrale Saint-Martin de Mayence, à droite de l'entrée
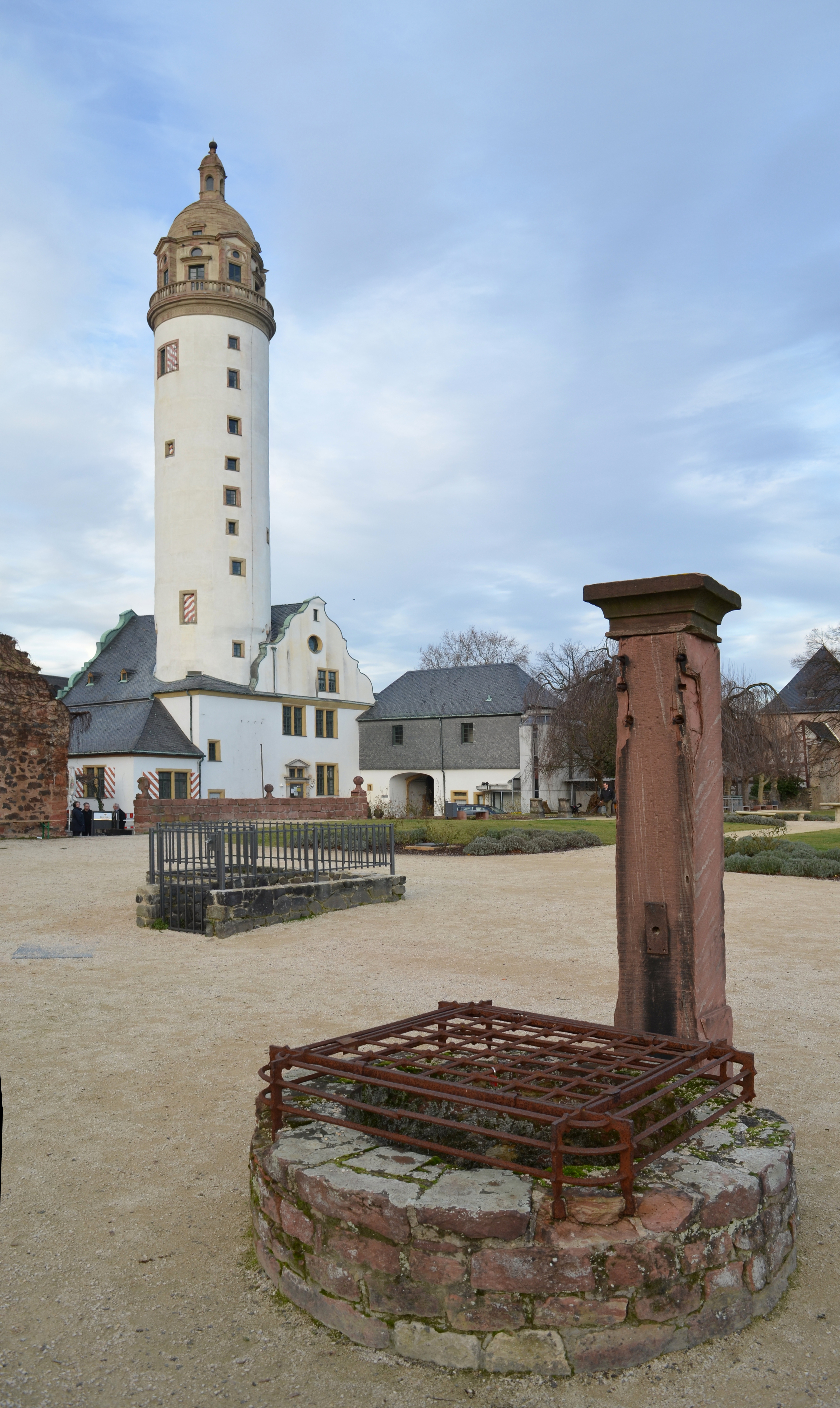
Le Alte Schloß, vu de la cour intérieure
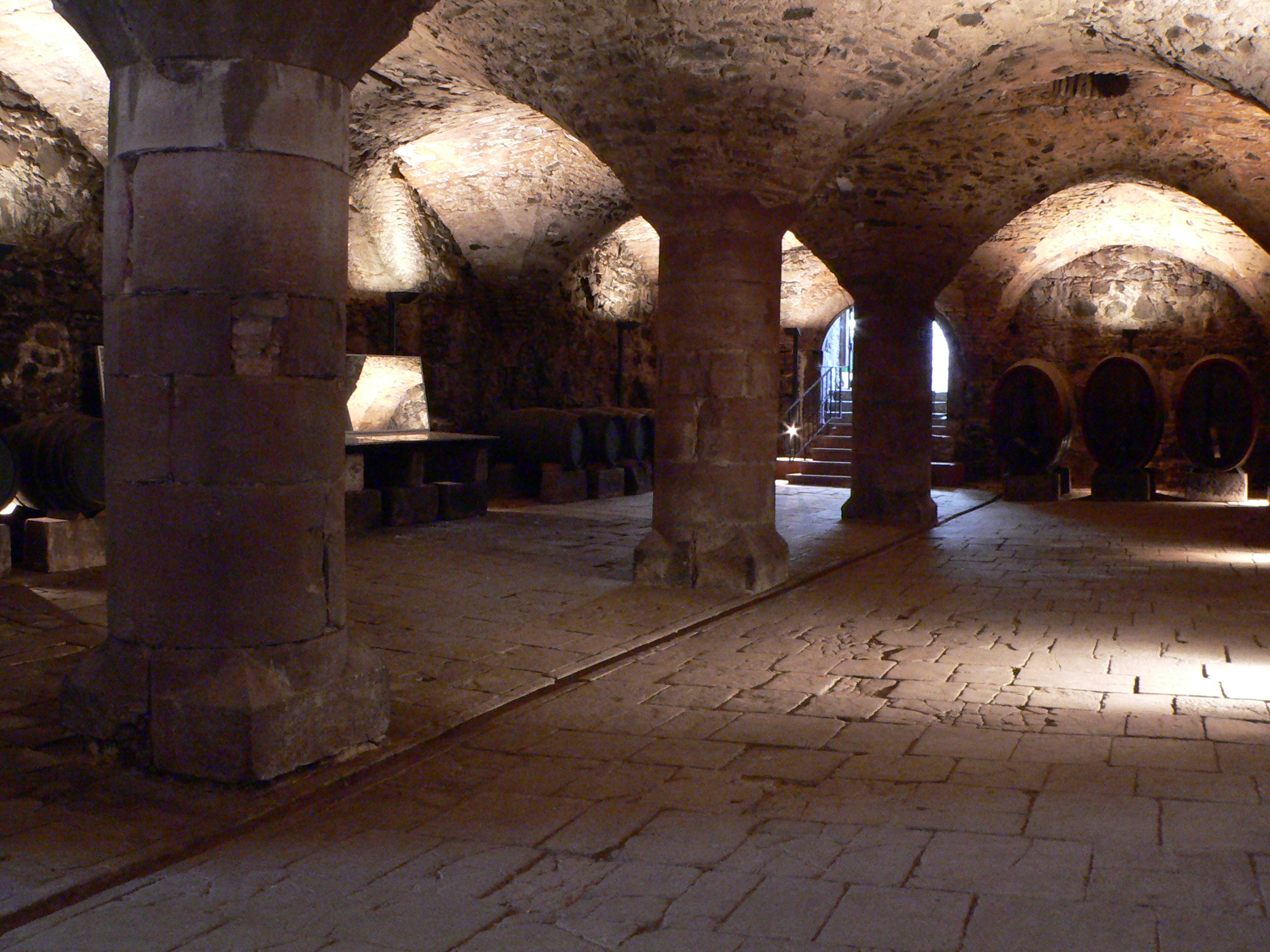
Les caves, vestige du château incendié

Le bâtiment principal du château a un plan rectangulaire : à l'angle nord-est une petite tour ronde couronnée d'un dôme en forme de cloche dans le style renaissance. Dans la partie sud-ouest, la tour monumentale (Bergfried) avec un dôme baroque. Au nord et au sud les pignons du corps de bâtiment sont caractéristiques du style renaissance.

## Le nouveau château
Il y a peu de données fiables sur l'origine du Neue Schloß, et la documentation sur son histoire est aussi très lacunaire. Le bâtiment date vraisemblablement de la fin du XVIe siècle en tant que demeure de famille noble. Avec le développement de la ville et les agrandissements du château de Höchst dans la seconde moitié du XVIe siècle, apparaît donc le Neue Schloß, parfois appelé aussi Cavaliersbau (bâtiment du cavalier). Il servait d'hôtellerie pour la cour de l'archevêque électeur. 

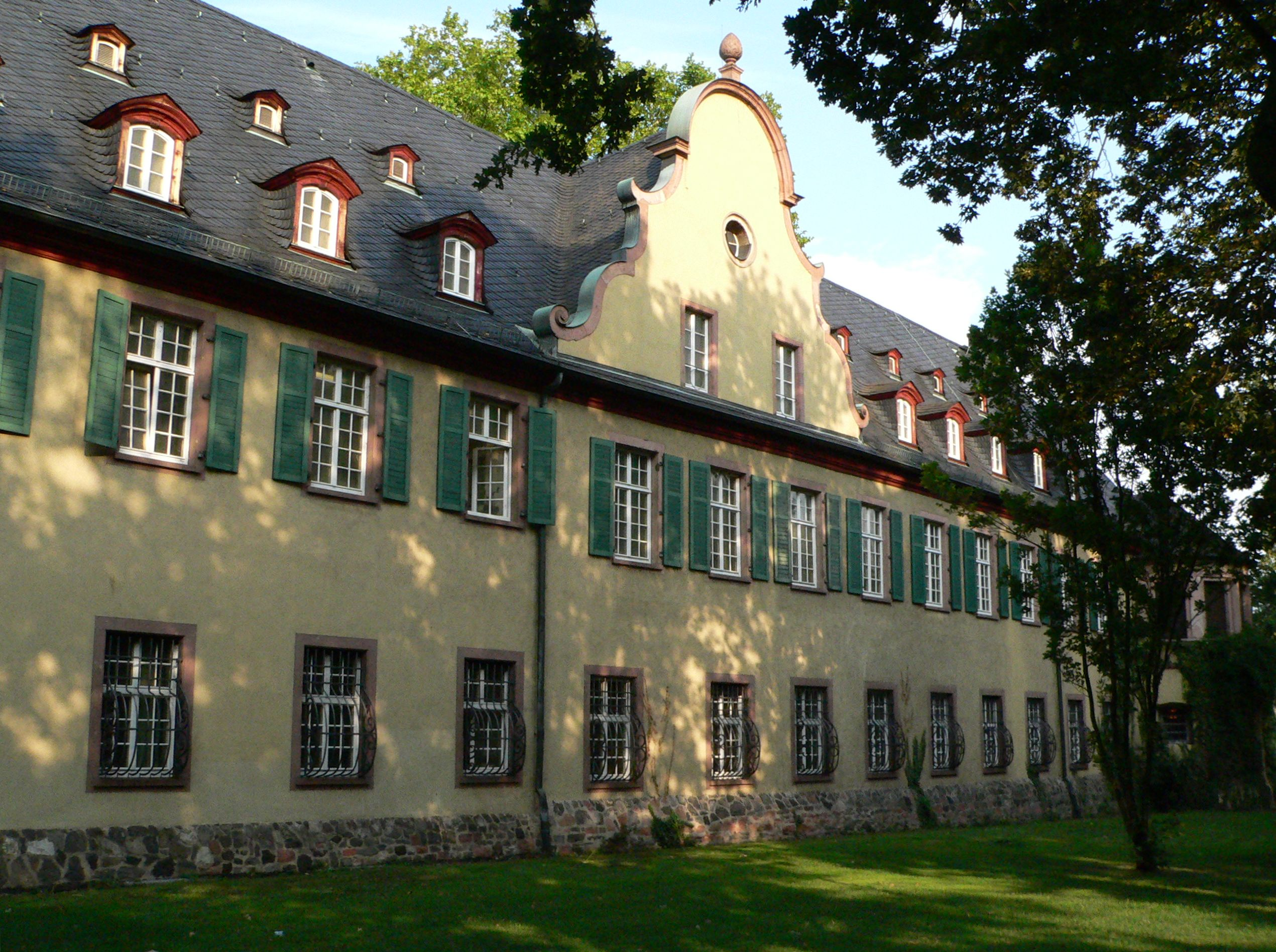
Façade ouest du Neue Schloss
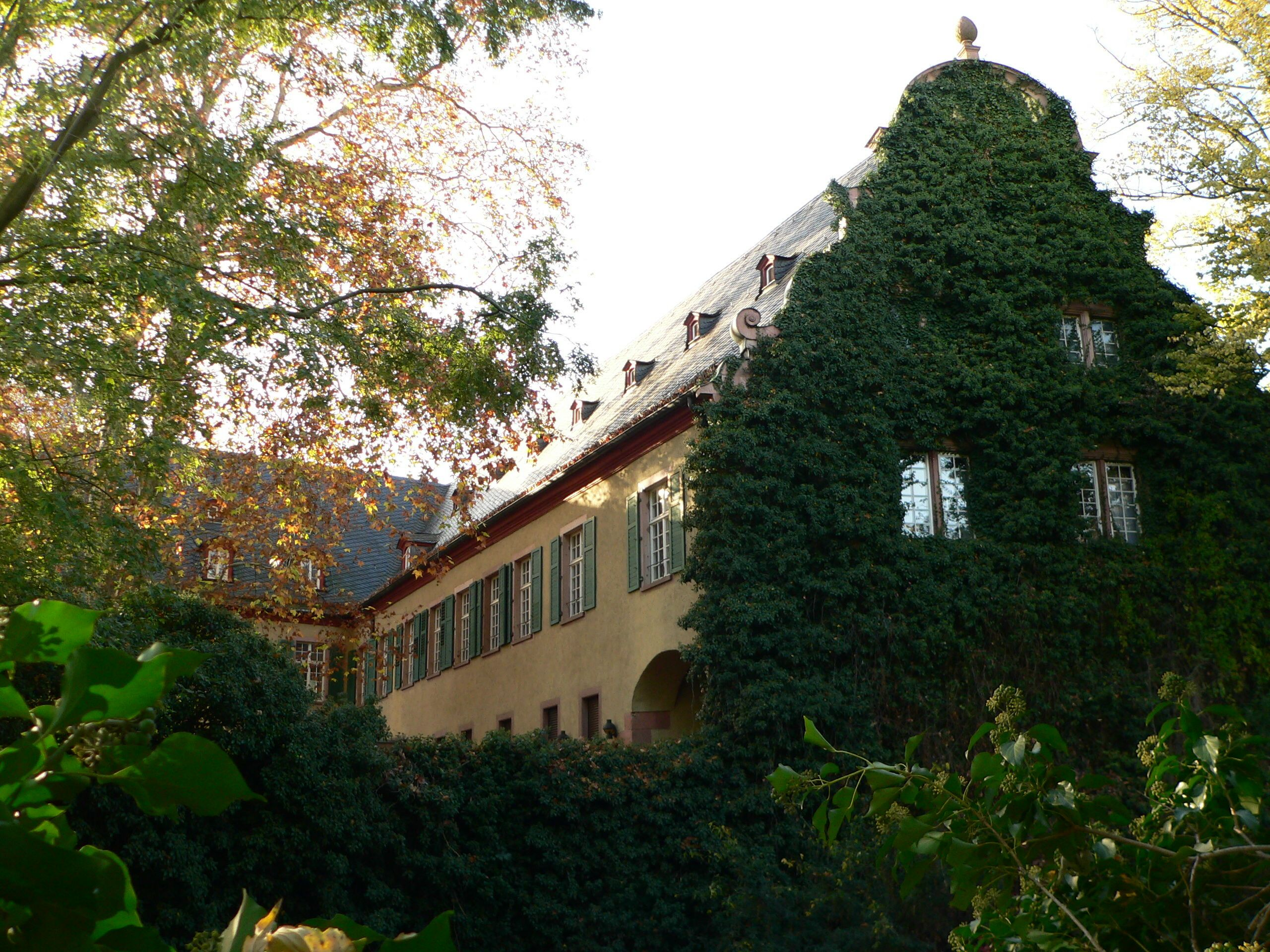
Le Neue Schloß vu du Sud Est

## Succession des propriétaires auxXIXeetXXesiècles
Après le recès d'Empire de 1803 et la dissolution de l'Électorat de Mayence, le château revient au Duché de Nassau. Au milieu du XIXe siècle, le Neue Schloß était propriété de la famille Andreas-Winkler, qui a tenu là une boutique de vin jusqu'en 1863.
Avec l'annexion du duché par la Prusse en 1866 après la Guerre austro-prussienne, le château sert à l'administration fiscale de l'État prussien. 
En 1908, la famille d'Adolf von Brüning (de), l'un des fondateurs de la société Hoechst, rachète l'ensemble des bâtiments au fisc prussien, et en entreprend la rénovation, pour en faire à la fois son habitation et une maison d'hôtes, en choisissant d'ouvrir le parc au public.
Pendant l'occupation française entre 1918 et 1930, le château fut confisqué par les Français et servait de mess des officiers.
Après la seconde guerre mondiale, en 1945, les troupes d'occupation américaines se sont installées dans les deux parties du château : en juillet 1945 ce sont les studios du service d'information des armées américaines (American Forces Network, AFN) qui s'installent dans le Neue Schloß (1945-1966), avec les quartiers des personnels dans le vieux château.
En 1961, la firme Hoechst AG rachète le château aux héritiers. Le Alte Schloß est alors mis à disposition du public : on y installe un Musée de l'histoire de Höchst et un Musée de la firme Hoechst AG. Le Neue Schloß, après sa rénovation en 1972, sert de maison d'accueil pour le conseil d'administration de Hoechst AG.

## XXIesiècle
Après la fusion de Hoechst AG avec Rhône-Poulenc et le transfert du site de la firme sur Strasbourg, le château est passé à Infraserv Höchst (de), qui l'a vendu à la Fondation allemande pour la protection des monuments le 1er janvier 2002. Le château abrite actuellement la Denkmalakademie (de) de l'association. La restauration des bâtiments a provoqué la fermeture du Musée d'histoire de Höchst, auparavant installé dans les locaux par la firme Höchst AG. La restauration s'est achevée en 2013. Le Neue Schloß est désormais principalement un lieu de gastronomie fine et de programmes culturels, la gastronomie y étant assurée par Eurest Deutschland. Dans les caves, se tiennent régulièrement des événements liés au jazz. La terrasse et le parc sont ouverts au public.

## Source de la traduction
- (de) Cet article est partiellement ou en totalité issu de l’article de Wikipédia en allemand intitulé « Höchster Schloß » (voir la liste des auteurs).